# リ・ウォ (特設哨戒艇)
リ・ウォ（HMS Li Wo）はイギリス海軍の特設哨戒艇（Auxiliary patrol vessel）。リ・ウォは太平洋戦争初頭の1942年2月14日に、日本陸軍輸送船団に単艦で戦闘を行いイギリス海軍の小型艦艇で最多の叙勲を受けた。

## 艦歴
リ・ウォは1938年にインド - 中国蒸気航海会社の揚子江向け客船リ・ウォ（SS Li Wo）としてホンコン&ワムポアドック社にて進水した。その後1940年にリ・ウォはイギリス海軍に徴用され、シンガポールで特設哨戒艇リ・ウォ（HMS Li Wo）として就役した。

## 敵船団との戦闘
太平洋戦争勃発後、シンガポール陥落直前にリ・ウォはオランダ領東インドのバタビアへ脱出を命じられた。リ・ウォの乗員・便乗者84名の大部分はイギリス海軍予備員（Royal Naval Reserve, RNR）が占めていたが、マレー沖海戦で撃沈された戦艦プリンス・オブ・ウェールズと巡洋戦艦レパルスの生存者数名と5名のイギリス陸軍兵、2名のイギリス空軍兵、10名のマレー人および6名の中国人も含まれていた。
1942年2月13日の日の出と共にリ・ウォはシンガポールを出港した。途中、数度の空襲にあい多少の損傷を受けた。翌日、バンカ海峡北方を通過中だったリ・ウォは、スマトラ島上陸の「L作戦」のため兵員輸送中だった日本陸軍輸送船団と付近を航行中の日本海軍艦艇に遭遇した。リ・ウォの艇長であったトーマス・ウィルキンソンRNR大尉は、はるかに優勢な敵船団に対して接近し戦闘を試みる旨を乗員たちに告げた。
リ・ウォは船団の先頭にいた輸送船に対して変針すると、戦闘旗を掲げ全速力で突き進んだ。先の空襲の際の対空戦闘で砲弾を消費していたため、リ・ウォが装備する4インチ砲にはわずかに13発の実弾と3発の訓練弾があるのみだったが、その輸送船に4インチ砲を発砲し数発の命中弾を与え炎上させ、さらに別の輸送船に対し7.7mm機銃を撃ち込んだ。
抵抗の後、砲弾が尽きたリ・ウォは船団の救援に駆け付けた軽巡洋艦由良と駆逐艦吹雪、朝霧から激しい砲撃を受け大破した。なおもリ・ウォは自らが沈む前に、炎上中の輸送船に体当たりを試みた。輸送船の日本兵が小火器で反撃する中、リ・ウォは12ノットの速力で左舷に体当たりして後に沈没に追い込んだ（日本側はこの戦闘で海上トラック一隻炎上放棄を記録）。リ・ウォの乗員84名のうち生存者は捕虜となった7名のみであり、ウィルキンソン艇長以下77名がリ・ウォと運命を共にした。

## 栄典

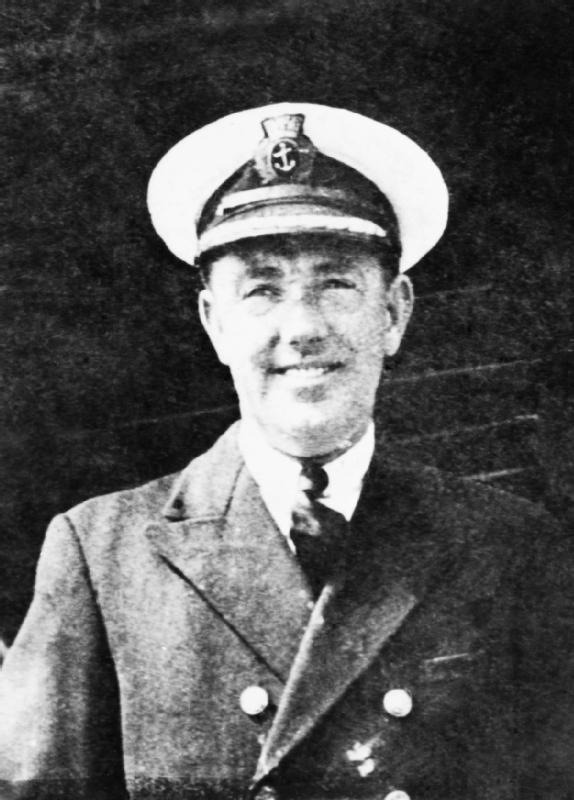
リ・ウォの艇長トーマス・ウィルキンソンRNR大尉。

戦死したウィルキンソン大尉は、勇敢な行動が評価されヴィクトリア十字章を授与された。同様に副長ロナルド・ジョージ・グラッドストン・スタントン（Ronald George Gladstone Stanton）RNR中尉が殊功勲章、アーサー・ウィリアム・トンプソン（Arthur William Thompson）兵曹代行がコンスピキュアス・ギャラントリー・メダル、ヴィクター・スペンサー（Victor Spencer）一等水兵とアルバート・スペンドラヴ（Albert Spendlove）二等水兵が殊勲章をそれぞれ受章したほか、6名の乗員に柏葉敢闘章が授けられた（うち3名は死後追贈）。
これらの勲章はイギリス海軍小型艦艇で最多の授与数であった。